# سودووینترا کالراتا
سودووینترا کالراتا (نام علمی: Pseudowintera colorata) نام یک گونه از راسته مگنولی است.